# Neopteryx frosti
Neopteryx frosti är en fladdermus i familjen flyghundar och den enda arten i sitt släkte.

## Beskrivning
Arten är bara känd från två regioner på den indonesiska ön Sulawesi. En i öns norra del och en i centrala delen. Flyghunden vistas där i skogar i kulliga områden och upp till 1 000 meter höga bergstrakter.
Djuret når en kroppslängd av cirka 10 cm och saknar svans. Främre extremiteternas längd som bestämmer individernas vingspann är ungefär 11 cm och vikten ligger mellan 190 och 250 gram. Pälsen har främst en brun färg och ulliga hår vid skuldran liknar en mantel. Kännetecknande är tre vitaktiga strimmor i ansiktet och avsaknaden av klon vid pekfingret. Tummen har däremot en bra utvecklad klo. På grund av de korta hörntänderna fick arten på engelska namnet small-toothed fruit bat.
Levnadssättet är så gott som outrett.
Flyghunden hotas främst av skogsavverkningar och den jagas i viss mån av människor.